# 長崎市立戸町小学校
長崎市立戸町小学校（ながさきしりつ とまちしょうがっこう、Nagasaki City Tomachi Elementary School）は、長崎県長崎市戸町二丁目にある公立小学校。

## 概要
歴史
1878年（明治11年）に開校した「戸町小学校」を前身とする。2013年（平成25年）に創立135周年を迎えた。
学校教育目標
「確かな力　豊かな心　かがやく戸町っ子の育成」
校歌
作詞は尾上八郎、作曲は松島彜による。作曲4番まであり、2番に校名の「戸町」が入っている。
校区
中学校区は長崎市立戸町中学校。

## 沿革
- 1878年（明治11年）9月20日 - 戸町村に「戸町小学校」が開校。
- 実施年月日不明 - 「戸町尋常小学校」となる。
- 1898年（明治31年）10月1日 - 戸町村が長崎市に編入され、長崎市管轄の小学校となる。
- 1939年（昭和14年）6月10日 - 戸町青年学校を併設。
- 1941年（昭和16年）4月1日 - 国民学校令の施行により、「戸町国民学校」に改称。
- 1944年（昭和19年）4月1日 - 長崎市内の青年学校の統廃合により、小ヶ倉青年学校と統合され、「南青年学校」[2]に改称。併設は継承。
- 1947年（昭和22年）4月1日 - 学制改革（六・三制の実施）により、「長崎市立戸町小学校」（現校名）が発足。

## 著名な出身者
- 蛭子能収 - 漫画家、タレント[3]

## アクセス
最寄りのバス停
- 長崎自動車（長崎バス）「戸町二丁目」バス停

最寄りの国道・県道
- 国道499号
- 長崎県道237号小ヶ倉田上線

## 周辺
- 長崎戸町郵便局
- 戸町神社
- 大浦警察署 戸町交番

## 参考資料
- 「明治維新以後の長崎」（1925年（大正14年）11月,長崎市小学校教員会）p.90～　第5章 教育
- 「市制百年　長崎年表」（1989年（平成元年）4月1日, 長崎市役所）

## 関連事項
- 長崎県小学校一覧